# Fatih Bozkurt
Fatih Bozkurt (ur. 6 kwietnia 2000) – turecki zapaśnik walczący w stylu klasycznym. Czwarty w Pucharze Świata w 2022. 
Mistrz świata U-23 w 2022. Drugi na ME U-23 w 2022 i trzeci w 2021 roku.